# إليزابيث باتس كوك
إليزابيث باتس كوك (بالإنجليزية: Elizabeth Cook)‏ (4 فبراير 1742 - 13 مايو 1835) زوجة وأرملة الكابتن جيمس كوك. بحاراً ومستكشفاً إنجليزياً، يعد أحد أهم المستكشفين الأوروبيين في عصر التوسع الاستعماري.

## نشأتها
إليزابيث هي ابنة صموئيل باتس الذي كان حارس فندق بيل إن، وابينغ وأحد مرشدي زوجها. تزوجت جيمس كوك في كنيسة القديس مارغريت، باركينغ، إسيكس في 21 ديسمبر 1762.